# سام گلزاری
سام گلزاری (متولد ۱۲ ژوئیه ۱۹۷۹) یک بازیگر انگلیسی ایرانیتبار فعال در ایالات متحده است . در نقش‌های مختلفی ایفای نقش کرده‌است.او در همراسمیت، لندن از پدری ایرانی و مادری بریتانیایی زاده شد و لیسانس خود را از دانشگاه کالیفرنیا، لس‌آنجلس گرفت .